# Irving Meretsky
Irving Meretsky, né le 17 mai 1912, à Windsor (Canada) et mort le 18 mai 2006, à Windsor (Canada) est un joueur canadien de basket-ball.

## Palmarès
- Finaliste des Jeux olympiques d'été de 1936